# ニューヨーク←→パリ大冒険
ニューヨーク←→パリ大冒険(ニューヨーク・パリだいぼうけん Les Aventures de Rabbi Jacob、英語: The Mad Adventures of Rabbi Jacob) は、ジェラール・ウーリー監督、ルイ・ド・フュネス主演による1973年公開のフランス映画である。
フランス語原題のLes Aventures de Rabbi Jacob は直訳すると「ラビ・ヤコブの冒険」となる。ユダヤ教の導師ラビを題材としており、ユダヤ教徒の風俗を風刺した喜劇映画である。
1973年にフランス公開されたこの映画は、730万人の観客を得て、その年のフランスにおける興行収入の第1位を獲得した。1975年、アメリカのゴールデングローブ賞外国映画賞にノミネートしたが受賞はしていない。同じルイ・ド・フュネス出演で邦題の似ている『ニューヨーク大混戦』（『ルイ・ド・フュネスのサントロペシリーズ』第2作、1965年、ジャン・ジロー監督）とは繋がりはない。
チューインガム工場での、ド・フュネスおよび悪漢軍団がガムの原液をかぶりまくって行うドタバタのシーンは、特に人気が高い。

## あらすじ
ニューヨークのブルックリンに住む著名なアシュケナージのラビ（導師）・ヤコブとその秘書のサミュエルは、パリに住む親戚の子ダヴィッドのバル・ミツワー（13歳で行うユダヤ教の成人式）を祝うためにケネディ空港へと向かった。
同じ頃、パリ郊外の田園地帯で、工場主でカトリック教徒、保守的でレイシスト（差別主義者）のヴィクトール・ピヴェールは、娘のアントワネットの結婚式を祝うため、雇用する運転手サロモンに運転させた自分の車に乗っていたが、その途中の車窓から見たカトリック教会で白人男性と黒人女性のカップルの結婚式を目撃する。「白人と黒人の結婚だなんて」と渋るピヴェールに、サロモンは「何か問題でも？」と問いかけ直す。「フランス人てのは大体白人なものだ」「あなた保守的な考えですね。レイシストですか」「いや、まあ、そんなことはない、カトリックはすべての人のためのものだが」「いいえ、全てではありませんよ。例えば僕はカトリックじゃありません。ユダヤ教徒です」とサロモンは言う。
ちょうどそこへ、自動車電話でピヴェールの妻から連絡がある。ピヴェールは電話に出るが、小声で「この運転手、ユダヤ人だってさ」と差別的に吹聴するのに気を取られたサロモンは、思わず耳をそばだてた結果運転を誤り、道路脇の池に落ちてしまう。池から這い上がって車を引っ張ったピヴェールとサロモンだったが、まだ車を引き上げないうちに、サロモンは「今日は金曜日でもうすぐ日没です。我々ユダヤ教徒は安息日で働かない決まりですので、これで失礼」と言ってユダヤ教の聖歌を唱えながら去って行ってしまう。車が池に転覆したままのピヴェールは、助けを求めに近くにあったチューインガム工場に入る。
しかしながら、その工場の中ではアラブの某国の革命家スリマーヌが、敵対組織である彼の国の警察につかまっていた。即決裁判で死刑を言い渡す首領のファレスの中にピヴェールが乱入し、発砲騒ぎになる。全員が身体中液体ガムまみれになる中、なんとかピヴェールは逃げ出すが、池の車にたどり着くと、その車にはスリマーヌがいた。スリマーヌはピヴェールを銃で脅しながら、革命真っ只中の自分の国へ行くため、パリのオルリー空港へと向かう。
ちょうどそこへ、ニューヨークからラビ・ヤコブとサミュエルが到着した。空港のトイレでラビたちと鉢合わせたピヴェールとスリマーヌは、付け髭と付けもみあげ、黒づくめのユダヤ教超正統派に変装し、ファレス一味の目を逃れる。しかし空港に出迎えに来ていたダヴィッドとその祖母に本物のラビ・ヤコブと勘違いされ、パリのマレ地区のユダヤ人街に連れて行かれる羽目となる。ラビ・ヤコブとして熱烈な歓迎を受けたピヴェールとスリマーヌは、たまたまユダヤ人街にいたサロモンの助けを得てシナゴーグに担ぎ出される。カトリックとユダヤ教徒の習慣の違いによって、ピヴェールは様々なドタバタ劇を繰り広げる。

## スタッフ
- 監督 - ジェラール・ウーリー
- 第2チーム監督 - ジェラール・ベスナール
- 脚本、演出 - ジェラール・ウーリー、ダニエル・トンプソン、ジョシー・エイゼンベルグ、ロベルト・ド・レオナルディ
- 助監督 - ベルナール・ストラ、ティエリー・シャベール、フィリップ・ロープ＝キュルヴァル、第2チーム: ジャン＝クロード・シュスフェルド
- 音楽 - ウラジミール・コスマ（ルーマニア語版）

## キャスト
| 役名                         | 俳優                                         | 日本語吹き替え | 役柄                                                |
| ---------------------------- | -------------------------------------------- | -------------- | --------------------------------------------------- |
| ヴィクトール・ピヴェール     | ルイ・ド・フュネス                           | 滝口順平       | カトリック教徒の工場主 で差別主義者                 |
| ジェルメーヌ・ピヴェール     | スージー・ドレール（Suzy Delair）            | 京田尚子       | ヴィクトール の妻で歯医者                           |
| ヤコブ（本物）               | ダリオ（Marcel Dalio）                       |                | ユダヤ教のラビ（導師）                              |
| モハメド・ラルビ・スリマーヌ | クロード・ジロー                             |                | アラブ某国の革命家                                  |
| ファレス                     | レンツォ・モンタニャーニ（Renzo Montagnani） |                | アラブ某国の政治警察 の首領で陸軍大佐               |
| ツィペ・シュモル「マメ」     | ジャネット・ブラント（Janet Brandt）         |                | ダヴィッドの父方の祖母 でヤコブの義理の妹           |
|                              | アンドレ・ファルコン                         |                | 司祭                                                |
| アレクサンドル               | グザヴィエ・ジェラン                         |                | アントワネットの婚約者 でフランソワの息子           |
| サロモン                     | アンリ・ギベ（Henri Guybet）                 |                | ピヴェールお抱え の運転手でユダヤ人                 |
| モイーシュ・シュモル         | ポペック（fr:Popeck）                        |                | ダヴィッドの父 でヤコブの甥                         |
| アントワネット・ピヴェール   | ミウ＝ミウ                                   |                | ピヴェール夫妻の娘                                  |
| エステル・シュモル           | ドゥニーズ・プロヴァンス（Denise Provence）  |                | ダヴィッドの母                                      |
| ジャン＝フランソワ           | ジャック・フランソワ                         |                | 憲兵隊将軍で アレクサンドルの父                     |
| アンドレアニ                 | クロード・ピエプリュ（Claude Piéplu）        |                | 司法警察署長                                        |
| ダヴィッド・シュモル         | リオネル・シュピールマン                     |                | パリに住むヤコブの甥の息子 でバル・ミツワーを受ける |
| アジズ                       | マレク・エディン・カテブ（Malek Kateb）      |                | ファレスの側近                                      |
| サミュエル                   |                                              |                | ヤコブの秘書                                        |

- 吹き替え放映 - 1978年12月11日 TBS『月曜ロードショー』

## その他
1973年10月18日、ジョルジュ・クラヴァンヌの妻がこの映画の公開に抗議するためにエールフランスのボーイング727をハイジャックした。彼女は乗員乗客109人を解放した後、警察官に狙撃され死亡した。